# Grube Lengede-Broistedt
Die Eisenerzgrube Lengede-Broistedt gehörte zur Ilseder Hütte und lag in der Niedersächsischen Gemeinde Lengede an der Bahnstrecke Hildesheim–Groß Gleidingen.
Der breiten Öffentlichkeit bekannt wurde die Grube durch das Grubenunglück von Lengede, eine Bergwerkskatastrophe, die sich am 24. Oktober 1963 in der Eisenerz-Grube von Lengede-Broistedt im Schacht Mathilde ereignete. Das Ereignis ist wegen der kaum noch für möglich gehaltenen Rettung von elf verschütteten Bergleuten auch als „Wunder von Lengede“ bekannt geworden.
In den letzten Betriebsjahren bis zur Schließung am 30. Dezember 1977 galt das Bergwerk als die modernste Erzgrube Europas und zählte zu den förderstärksten Eisenerzbergwerken Deutschlands.

## Geologie
Die Eisenerzlagerstätte Lengede-Broistedt wird von einer flachen Mulde gebildet, die sich in nordöstlicher-südwestlicher Streichrichtung über eine Länge von etwas mehr als 5 km erstreckt. Diese Mulde ist 1,5–2 km breit und fällt von Norden nach Süden mit etwa 6–10 gon ein. An der nördlichen Begrenzung standen die Brauneisenerze auf einer Linie etwa zwischen den Ortschaften Vallstedt und Barbecke bis unter die Ackerkrume an. Das Erztiefste lag bei rund 100 m unter Tage. Entstanden ist das Erzlager als sogenannte Trümmererzlagerstätte: Toneisensteine (auch Geoden genannt) wurden vom Meer der Oberkreide aus dem Ton ausgewaschen, in den sie gebettet waren. Die Erzgerölle wurden dann in einer Mulde abgelagert und die Hohlräume durch tonige und kalkige Binder aufgefüllt. Die späteren Erze der Grube Lengede-Broistedt enthielten unaufbereitet 26–29 % Eisen, 16–18 % Kalk und 14–17 % Kieselsäure.
Auf derselben Lagerstätte baute von 1936 bis 1962 die Grube Barbecke I im Südwesten.

## Geschichte

### Vorläuferbergbau
Die genauen Anfänge des Bergbaus auf die Lagerstätte der späteren Grube Lengede-Broistedt sind nicht bekannt. Aktenkundig ist ein Eisensteinvorkommen bei Bodenstedt in den Unterlagen des Oberbergamtes Clausthal-Zellerfeld in den Jahren 1824–1825, wo erfolglose Schmelzversuche dokumentiert wurden. Im Jahre 1860 ist erstmals ein Tagebau urkundlich erwähnt und die Angaben lassen darauf schließen, dass schon vorher ein Wilder Bergbau durch Bauern oder Bürger bestand. Am 17. November 1872 kaufte die Ilseder Hütte den Tagebau Sophienglück des hannoverschen Kaufmanns Julius Lüchau. Dieses wird als der Beginn eines planmäßigen Bergbaus angesehen. Tatsächlich gelangten in den ersten Jahren nur wenige Erze zur Verhüttung. In dieser Zeit wurde überwiegend mit Hacke und Schaufel der nur wenige Meter starke Boden über dem Erzlager abgetragen und mit Pferdekarren abtransportiert. Für das Jahr 1875 ist eine erste offizielle Erzfördermenge von rund 15000 t überliefert.

### Die Grube Sophienglück-Mathilde 1877–1913
Das Grubenfeld Mathilde wurde der Ilseder Hütte auf preußischem Gebiet am 1. März 1877 verliehen. In den darauf folgenden Jahren entstand durch Verleihung und Zukauf weiterer Bergwerksfelder der Grubenbezirk des Bergwerkes Sophienglück-Mathilde. Die beiden Tagebaue Sophienglück und Mathilde waren durch die Landesgrenze zwischen Preußen (annektiertes Königreich Hannover) und Braunschweig getrennt. Dadurch unterstanden die beiden Gruben zwei unterschiedlichen Bergbehörden.
Das kompakte Erzlager bildete eine Barriere für das Niederschlagswasser. Aus diesem Grund wurde von 1880 bis 1882 ein 1500 m langer Stollen zum Fluss Fuhse zur Wasserlösung aufgefahren. Die geförderten Erze gelangen ab 1884 zunächst über eine Schmalspurbahn zur Hütte nach Groß Ilsede. 1888 wurden rund 72.000 t im Jahr abgebaut. Bereits 1889 wurde die spätere Reichsbahnstrecke Hildesheim-Braunschweig über Broistedt fertiggestellt. Diese verkehrstechnische Verbesserung sollte später zu einem erhöhten Aufwand beim Abbau unterhalb des Bahnkörpers führen.
Mit fortschreitendem Abbau in Richtung Süden wurde die Überdeckung des Erzlagers fester und mächtiger. Das machte den Einsatz von Dampflöffelbaggern ab 1909 und von Lokomotiven anstelle der Pferdegespanne zur Abraumförderung notwendig. Zur Wasserhaltung standen von Dampflokomobilen angetriebene Kreiselpumpen zur Verfügung. Ab 1913 wurde elektrische Energie als Antriebsquelle über ein Erdkabel von der Ilseder Hütte bereitgestellt.

### Der Beginn der Tiefbauförderung und die Entwicklung bis zur Grubenkatastrophe 1914–1963

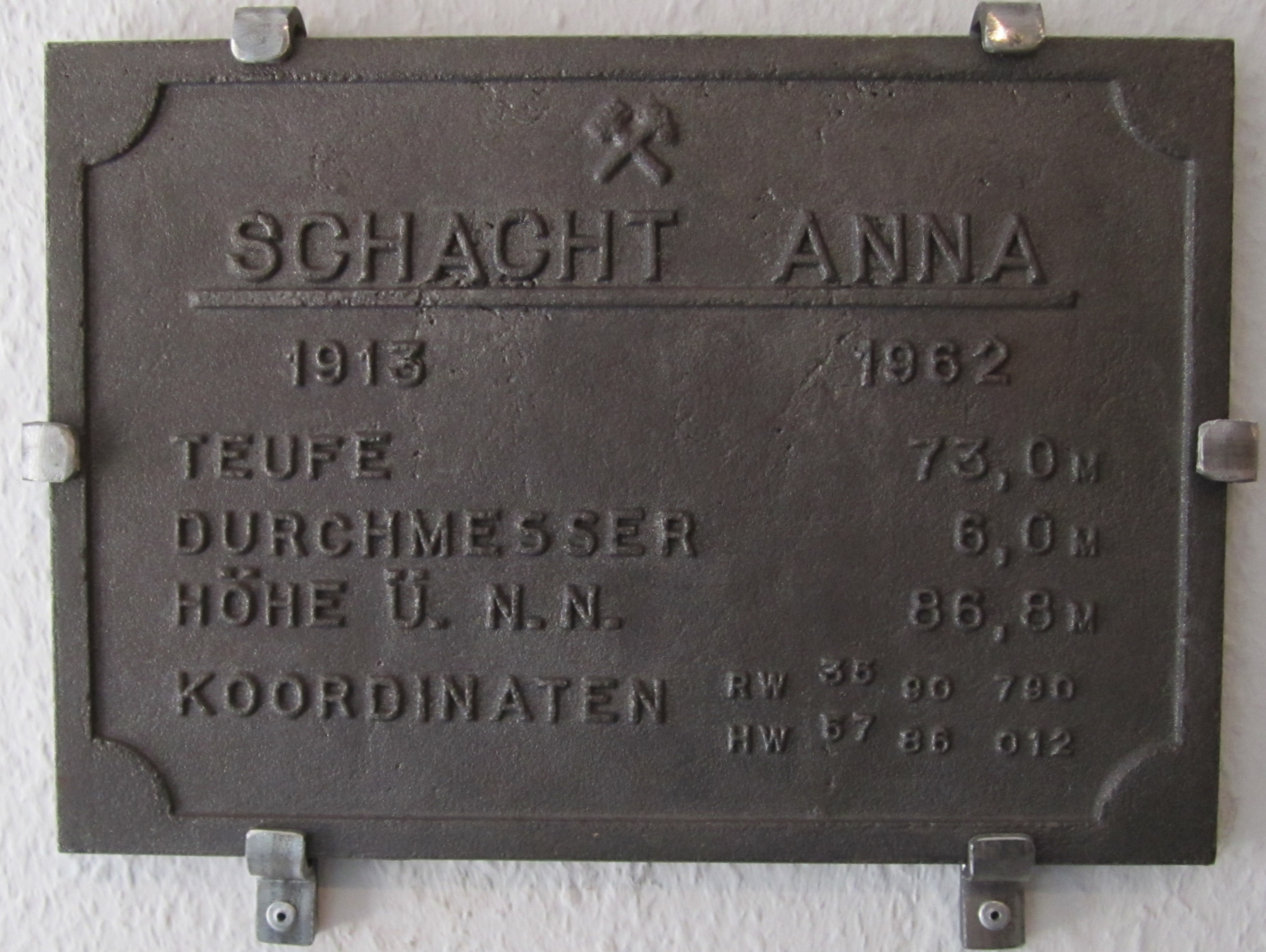
Schachttafel des Schachtes Anna

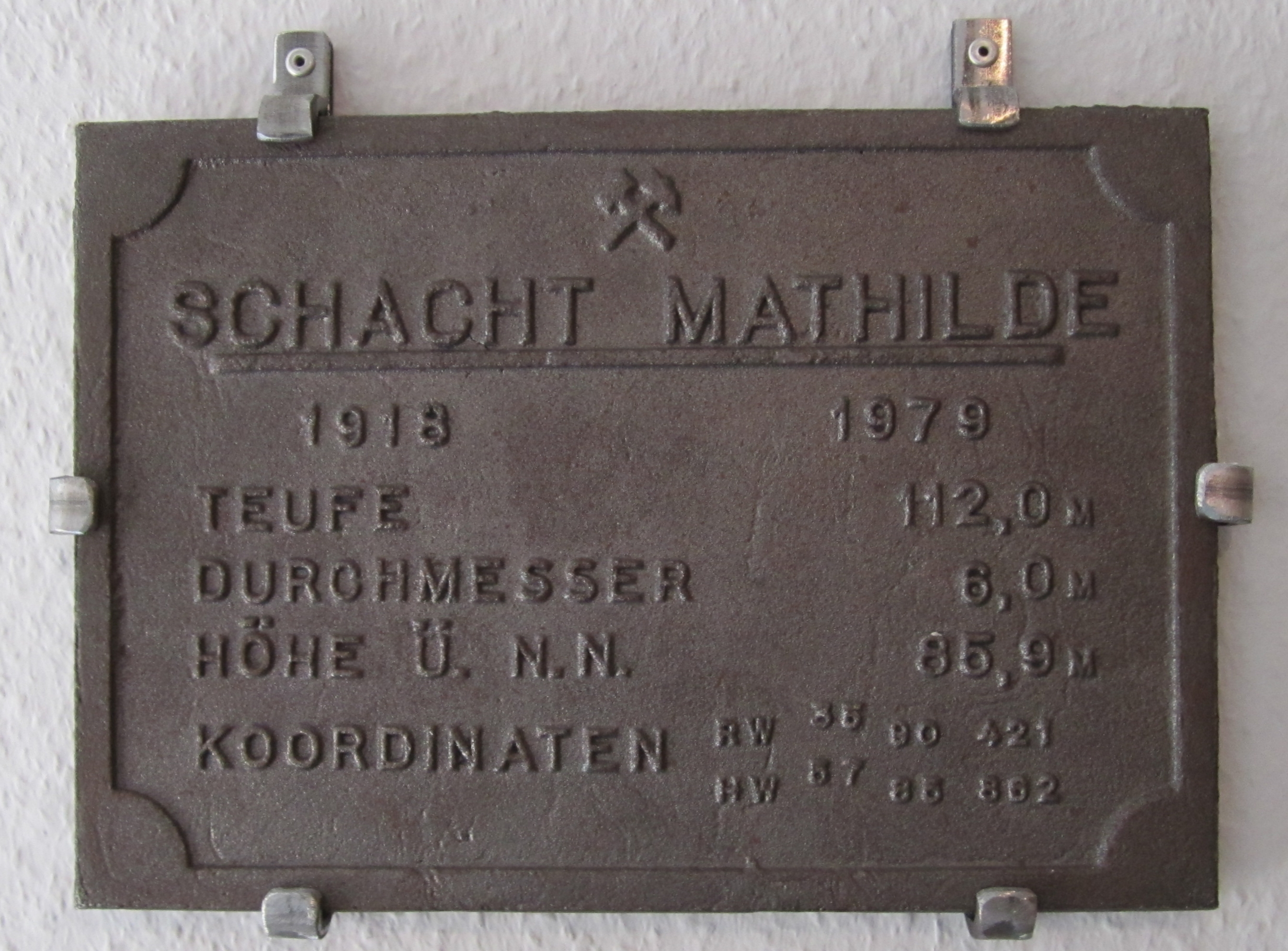
Schachttafel des Schachtes Mathilde

Kurz vor Beginn des Ersten Weltkrieges war eine Tagebaugewinnung bis zu einer maximalen Überlagerung von 20 m wirtschaftlich. Deshalb begannen die Planungen für einen gleichzeitigen Tiefbauaufschluss. Der Schacht Anna wurde als Rundschacht mit 6,0 m Durchmesser bereits 1912 begonnen und 1915 bis zu einer Tiefe von 64,93 m im Erzlager fertiggestellt. Die Rasenhängebank hatte eine Höhe von 86,8 m ü. NN; die Endteufe betrug 73,0 m. Der Abbau im Tiefbau begann 1914 zunächst über einfallende Strecken vom Tagebau aus. Im seitlichen Abstand von rund 100 m wurden Bremsberge aufgefahren, von denen rechtwinklig der Abbau nach oben geführt wurde. Erst mit Fertigstellung des zweiten Schachts Schacht Mathilde 1921 erfolgte eine Förderung der Erze über die Tiefbauschächte. Schacht Mathilde reichte zuletzt mit einer Teufe von 112,0 m bis in das Liegende des Erzlagers und war an die 60- und die 100-m-Sohle angeschlossen. Der Durchmesser der Schachtröhre betrug ebenfalls 6,0 m und die Rasenhängebank hatte eine Höhe von 85,9 m ü. NN.
Der Erste Weltkrieg erforderte eine erhebliche Steigerung der Förderung; so arbeiteten 1918 bereits 645 Arbeiter in der Grube gegenüber 67 im Jahre 1888. Da sich mit weiterer Teufenzunahme auch der Charakter der Erze von kalkigem zu tonigem Binder änderte, war eine Aufbereitung erforderlich. Daher entstanden für die Tagebauerze die Erzwäsche I und für die Tiefbauerze die Erzwäschen II und III, die 1918 den Betrieb aufnahmen. Dadurch konnte auch ein verkaufsfähiges Phosphoritkonzentrat erzeugt werden. Vorher mussten die Phosphoritknollen von Hand ausgeklaubt werden, da das Erz für den eigenen Hochofenmöller genug Phosphor enthielt. In den Aufbereitungen arbeiten allein 375 Menschen. Die Aufbereitungsabgänge wurden in dafür angelegten Klärteichen gesammelt. Nach seiner Auserzung diente auch der Tagebau Sophienglück als Absetzbecken. Die Abraummassen mussten wegen der Vergrößerung des Tagebaugrabens auf einer Halde deponiert werden. Dadurch entstand von 1917 bis 1927 der sogenannte Seilbahnberg. Diese Spitzkegelhalde ist mit 62,7 m Höhe noch heute die höchste Erhebung im Landkreis Peine. Der höchste Belegschaftsstand in der Geschichte des Bergwerks wurde 1921 mit 2110 Frauen und Männern erreicht. Die schwere Arbeit unter Tage wurde ab den 1930er Jahren durch elektrische Schrapper erleichtert. Auch fanden erste Versuche mit einer selbstkonstruierten Gewinnungsmaschine, dem sogenannten Meixner-Bagger statt, dessen Technologie aber noch nicht ausgereift war. 1937 entstand zur Materialförderung eine einfallende Strecke vom Holzplatz an den Schächten bis zur 60-m-Sohle. Zur Verbesserung des Abbaus wurden zahlreiche Abbauverfahren auf der Grube erprobt.
Nach dem Zweiten Weltkrieg kam der Betrieb wie fast überall nahezu vollständig zum Erliegen und lief Ende der 1940er Jahre wieder planmäßig an. 1951 wurde der Tagebau Mathilde eingestellt; als Ersatz entstand der neue Großtagebau Vallstedt, der von 1957 bis 1964 insgesamt rund 2 Millionen Tonnen Erz lieferte. Es erfolgten in den 1950er Jahren ein Aufschwung und eine weitere Mechanisierung der Grube. Zur Zwischenförderung dienten erste Gurtförderanlagen, Doppelkettenstegförderer und kompaktere Einseilschrapper. Schacht Mathilde wurde alleiniger Hauptförderschacht und Schacht Anna mitsamt der Erzwäsche II aufgegeben. Das Fördergerüst fiel 1959. Stattdessen wurde 1957 der Wetterschacht Broistedt abgeteuft. Die Förderung konnte von knapp unter 500.000 Tonnen 1949 auf fast 1.300.000 Tonnen 1960 gesteigert werden. Die verbliebene Erzwäsche III wurde an die gesteigerten Erzmengen angepasst und nach den damals modernsten Verfahren umgestaltet. Es wurde ein Konzentrat mit etwa 54 % Fe erzeugt. In den 1950er Jahren wurde auch der Bundesbahnsicherheitspfeiler abgebaut und dort Spülversatz anstelle des sonst üblichen Bruchbaues eingebracht. Durch die Wanderung des Abbaus in die Nähe Ortschaft Lengede wurde der Name des Bergwerks in Lengede-Broistedt geändert.

### Der Weg zur modernsten Eisenerzgrube Europas 1964–1977

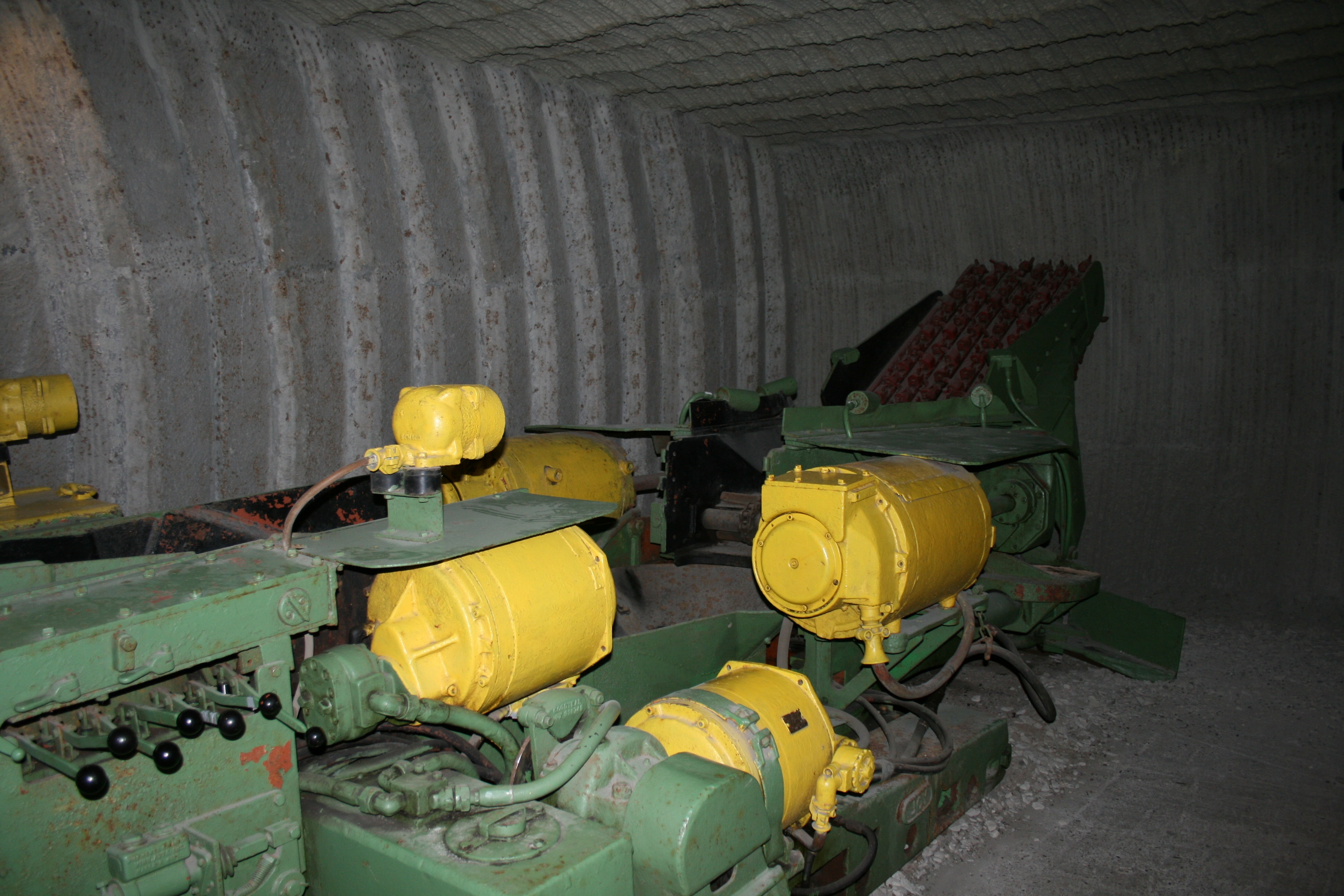
Continuous Miner

Das Grubenunglück vom 24. Oktober 1963 ereignete sich zu einem Zeitpunkt, als eine andauernde Absatzkrise den deutschen Eisenerzbergbau bereits in seiner Existenz bedrohte. Ursache waren die zunehmenden Importe von ausländischen Erzen mit oftmals besserer Qualität zu geringeren Kosten. Bei der Katastrophe waren alle maschinellen Einrichtungen zerstört worden. Deshalb entschied sich die Ilseder Hütte zu einer umfassenden Modernisierung der Grube unter der Prämisse, die Fördermengen bei gleichzeitig gering zu haltenden Gestehungskosten erheblich zu steigern.
Nach ersten erfolgreichen Versuchen mit einem amerikanischen Continuous Miner im Tagebau Vallstedt wurden zwei dieser Maschinen für die schneidende Gewinnung der Erze im Tiefbau beschafft. Die auf einem Raupenfahrwerk aufgebaute Teilschnittmaschine löste die Erze mit umlaufenden meißelbewehrten Schrämketten aus dem Gebirgsverbund und förderte sie über eine integrierte Förderkette in die Doppelkettenförderer der Abbauförderung.
Die Streckenförderung erfolgte mit Doppellokomotiven und Großraumförderwagen von 5,2 m³ entsprechend 7,8 t Roherz.
Durch die Sümpfung der Grube hatte man Erfahrungen mit der Pumpfähigkeit der Lengeder Erze gewonnen. Auf der Basis dieser Erkenntnisse und umfassender Versuche richtete man 1966 auf der 100-m-Sohle eine Erzpumpanlage zur hydraulischen Förderung ein. Sie bestand aus zwei redundanten Zentrifugalpumpenanlagen und einer Aufgabestation mit Förderwagenentleerung (Kreiselkipper) und -reinigung sowie einer Brech- und Siebanlage. Die Pumpenkammer befand sich direkt unterhalb der Erzaufbereitung. Über einen Rohrschacht wurden die Erze senkrecht nach oben in die Aufbereitung gefördert.
Am 26. Januar 1968 ereignete sich gegen 10.00 Uhr ein weiteres größeres Grubenunglück. Durch eine Sprengstoffexplosion kamen 12 Bergleute ums Leben.
Der Schacht Mathilde diente in der Folgezeit nur noch der Personenseilfahrt. In den Jahren 1967–1977 wurden jährlich 1,1–1,5 Millionen Tonnen Roherz gewonnen. Am 30. Dezember 1977 wurde die Eisenerzgrube Lengede-Broistedt stillgelegt. Die wirtschaftlich gewinnbaren Erzvorräte waren erschöpft. Nach der Einstellung des Betriebes haben rund 35 verbliebene Kumpel verwertbare Teile geborgen. Schließlich wurden die Betriebseinrichtungen demontiert, viele Gebäude abgerissen und die Grubenbaue verwahrt. Am 20. September 1979 wurde das langjährige Wahrzeichen des Lengeder Bergbaus, das 42 m hohe Fördergerüst Mathilde und die charakteristische Förderbrücke gesprengt.

## Heutiger Zustand
Das frühere Betriebsgelände ist heute ein Gewerbegebiet, in dem nur sehr wenig an den ehemaligen Bergbau erinnert, sieht man von den Straßennamen (z. B. Schacht-Anna-Ring oder Erzring) ab. Die noch erhaltenen Werkstattgebäude sind nicht als Bestandteil eines ehemaligen Bergwerkes zu erkennen. Auf einem gartenartigen Grundstück steht das Schild mit dem Schriftzug Mathilde, welches sich ehemals auf dem Fördergerüst befunden hat. In einem Park befindet sich die Gedenkstätte für das Grubenunglück an der Stelle, wo die letzte Rettungsbohrung niedergebracht wurde. Außerdem erhält der weithin sichtbare Seilbahnberg mit dem Bergbaupark das Andenken an den Lengeder Bergbau aufrecht. Dort hat der letzte Förderwagen seinen Platz gefunden.